# Alfred Bäumler
Pour les articles homonymes, voir Bäumler.
Alfred Bäumler, né le 19 novembre 1887 à Neustadt an der Tafelfichte (Bohême, aujourd'hui Nové Město pod Smrkem, République tchèque) et mort le 19 mars 1968 à Eningen unter Achalm (Bade-Wurtemberg) est un philosophe et pédagogue allemand.

## Biographie
À partir de 1924, il enseigne à l'université technique de Dresde, d'abord comme maître de conférences non rémunéré. Il devient professeur associé en 1928 et professeur titulaire un an plus tard. À partir de 1933, il enseigne la philosophie et l'éducation politique à Berlin, en tant que directeur de l'Institut de pédagogie politique.
Il déclarait entre autres : « Le juif international usant de la pensée monétaire, s'étant hissé à la domination mondiale, menaçait de détruire tout pouvoir créatif en devenir ; le bolchevisme était également sur le point d'anéantir physiquement les nations », ou : « Le combat du Führer contre Versailles était un combat contre le mythe démocratique juif ».
Alfred Bäumler est l'un des rares philosophes influents pendant l'ère du Troisième Reich. Il utilise ainsi la philosophie de Friedrich Nietzsche pour légitimer le nazisme. Ses travaux concernant le philosophe ont été après-guerre remis en cause. Ses livres ont été republiés en Italie dans les années 1990 par Edizioni di Ar, une maison d'édition d'extrême-droite.
Après 1945, Baeumler est interné pendant trois ans dans des camps à Hammelburg et Ludwigsburg. Il était l'un des rares professeurs nazis à ne pas retourner à un poste universitaire.

## Ouvrages
- 1923 : Kants Kritik der Urteilskraft, ihre Geschichte und Systematik, 2 tomes, Halle (Saale), Niemeyer.
- 1929 : Bachofen und Nietzsche, Zurich, Verlag der Neuen Schweizer Rundschau.
- 1931 : Die Unschuld des Werdens. Der Nachlass, ausgewählt und geordnet von Alfred Baeumler, Leipzig, Kröner (collection d'écrits de Nietzsche non publiés auparavant).
- 1931 : Nietzsches Philosophie in Selbstzegunissen. Ausgewählt und herausgegeben von Alfred Baeumler, Leipzig, Reclam.
- 1931 : Nietzsche, der Philosoph und Politiker, Leipzig, Reclam.
- 1934 : Männerbund und Wissenschaft, Berlin, Junker und Dünnhaupt.
- 1937 : Politik und Erziehung. Reden und Aufsätze, Berlin, Junker und Dünnhaupt (discours et essais collectés).
- 1937 : Studien zur deutschen Geistesgeschichte, Berlin, Junker und Dünnhaupt.
- 1943 : Alfred Rosenberg und des Mythus des 20.Jahrhunderts, Hoheneichen-Verlag

## Sources
- (en) Cet article est partiellement ou en totalité issu de l’article de Wikipédia en anglais intitulé « Alfred Baeumler » (voir la liste des auteurs).